# Magnus Hallenborg
Bolivar Magnus Fredrik Karl Vilhelm Hallenborg, född 18 februari 1828 på Rydsgårds gods i Villie socken, Malmöhus län, död 22 maj 1892 i Stockholm, var en svensk riksdags- och landstingspolitiker. Han var far till Carl Hallenborg.
Hallenborg blev student vid Lunds universitet 1846, men inträdde 1849 på den militära banan som underlöjtnant vid Skånska husarregementet, där han 1855 blev löjtnant och varifrån han 1860 tog avsked som ryttmästare. Sedan fadern kammarherren Karl Johan Hallenborg avlidit 1859 ville Hallenborg helt ägna sig åt skötseln av fädernegården Rydsgård. 
Från 1859 deltog Hallenborg i Riddarhusets förhandlingar och var ledamot 1862–1863 av allmänna besvärs- och ekonomiutskottet samt 1865–1866 av bevillningsutskottet. Efter representationsförändringen invaldes han 1866 av Malmöhus läns landsting (som utgjorde Malmöhus läns valkrets) i första kammaren, där han hade plats från 1867 till sin död. Som en av kammarens mest ansedda medlemmar var han under en följd av år ledamot av det tiomannaråd, som uppgjorde listor till utskotten, samt satt 1867–1869 i bevillnings- och 1870–1887 i konstitutionsutskottet (1874–1875 som vice ordförande och 1876–1887 som ordförande), men uteslöts 1888, eftersom han som frihandlare ej kunde påräknas för ett från protektionistiskt håll eventuellt tillämnat anfall på ministären Themptander. Under de föregående årtiondenas strider hade Hallenborg tillhört den så kallade skånska fraktionen, som stod i ett visst samförstånd med Andra kammarens lantmannaparti. Vid januaririksdagen 1887 hade Hallenborg plats i talmanskonferensen. 
Hallenborg var 1869–1886 och 1889–1891 ledamot av Malmöhus läns landsting samt därunder vice ordförande 1876–1883 och senare ordförande. Han var från 1866 ledamot och från 1881 ordförande i Allmänna hypoteksbanken samt blev 1877 ledamot av lantbruksakademien.